# テントウムシダマシ科
テントウムシダマシ科 Endomychidae Leach, 1815. とはコウチュウ目の昆虫の科の1つ。テントウムシ科に近縁で、形態もやや似ているが、体形はやや縦長でより扁平なものが多く、また触角が長い。多くが菌食性である。テントウダマシ科とも言う。

## 特徴
この科の昆虫は以下のような特徴で他の群と区別できる。
体形は広卵形から楕円形で、背面が強く盛り上がるか、あるいはやや扁平になっている。背面は滑らかで光沢があるか、滑らかで無毛か、あるいは柔らかな毛で覆われている。色は黒から黄色まで、時に対照的な色の斑紋がある。触角は先端の数節が膨らんで緩やかな棍棒状をしている。前胸背板はその縁沿いに溝か隆起線があり、腹部の第1節には腿節線がない。

### 和名について
本科の和名であるテントウムシダマシ科については出典は確認できていないものの『テントウムシに似ているが異なる』からでまず間違いない。後述のようにこの2つの科はかなりよく似ているし類縁関係も近いと考えられている。ただし和名には少々の揺れがあり、テントウダマシ科も使われている。黒澤他(1985)、古くは石井他(1950)、最近では学研(2022)は前者であり、中根他(1963)は後者を採っている。ただし何れの場合にも個々の種名については全てムシを無視して○○テントウダマシを使っている。黒澤他(1985)では亜科名や属名についても△△テントウダマシ亜科等と科名と異なる対応を見せている。

## 種と分布
世界に130属1872種があり、ほぼ世界中に分布するが、熱帯域から亜熱帯域をその中心としている。

## 習性など
本科のものはほとんどが菌食性と見られている。成虫も幼虫も主として菌類を食べており、そのため発見されるのは菌類が繁殖する基質、枯れ木や朽木、ホコリタケ等の内部、森林の落ち葉層などで発見される。他方で日本にも産するキイロテントウダマシはまるでテントウムシ類のような習性を示し、成虫、幼虫共にカイガラムシを捕食する。またヒゲブトテントウダマシは好蟻性でアリの巣から発見される。

## 分類など
1955年に発表されたコウチュウ目全体の分類体形で本科はヒタラムシ上科 Cucujoidea に位置づけられた。更にその中で本科と関連づけられてきたものにテントウムシ科 Coccinellidae、ミジンムシ科 Corylopidae、カクホソカタムシ科 Cerylonidae、ミジンムシダマシ科 Discolomidae、ツヤヒメマキムシ科 Merophysiidae などであるが、特にテントウムシ科との関連は強い関心を持たれてきた。それは両者が共通に持つ跗節の特徴、つまり雌雄共に3節(4節の場合は第3節が微小)で、第2節が下方に葉状に広がっているという特徴を両者の多く共有しているからである。これは子孫型共有形質である可能性が高く、すなわち両者が共通の祖先から派生したことを意味すると考えられた。
この2科の違いとしては本科に対してテントウムシ科のものは触角が短く、腹部第1節に腿節線があること等が挙げられる。

### 下位分類
以下のような12の亜科に分けられている。
- Danascelinae
- Xenomycetinae
- Endomychinae
- Anamorphinae
- Merophisiinae
- Lycoperdininae
- Stenotarsinae
- Epipocinae
- Eupsilobiinae
- Pleganophorinae
- Mycetaeinae
- Leiestinae

## 歴史
本科のもので始めて記載されたのは Endomychus であるが、これはリンネが1758年に Chrysomela coccinea として記載された種に基づいて Panzer が1795年に記載したものである。19世紀前半までに他の幾つかの属が記載され、本科そのものはそれらに対して Leach が1815年に記載した。1858年には本科の初めての総説が Gerstaecker によって書かれ、それ以降の研究の礎となった。

## 日本産の種
以下、黒澤他(1985)に取り上げられているものを挙げておく。日本にはこの時点で21属47種が知られている。
- Ancylopus pictus ヨツボシテントウダマシ
- Asymbius foveicollis トカラセスジテントウダマシ
- Bistodes orbicularis マルガタテントウダマシ
- Bolbomorphus gibbosus セダカテントウダマシ
- Danae orientalis トウヨウダナエテントウダマシ
- D. denticornis オオダナエテントウダマシ
- D. shibatai オニダナエテントウダマシ
- Dexialia minor ヒメマルガタテントウダマシ
- D. spectabilis アトモンマルガタテントウダマシ
- Dialexia hisanoi ベニモンマルガタテントウダマシ
- Ectomyhus basalis カタベニケブカテントウダマシ
- E. musculus クロモンケブカテントウダマシ
- E. nigriclavis チャイロケブカテントウダマシ
- E. sakaii ムネアカケブカテントウダマシ
- Endomychus gorhami ルリテントウダマシ
- E. hiranoi ヒラノクロテントウダマシ
- E. nigropiceus ウスグロテントウダマシ
- E. plagiatus キスジテントウダマシ
- Eumorphus quadriguttatus タイワンオオテントウダマシ
- Idiophyes boninensis オガサワラコマルガタテントウダマシ
- I. niponensis コマルガタテントウダマシ
- Indalmus quadripunctatus ヨツボシヒラタテントウダマシ
- Leiestes decoratus イツホシテントウダマシ
- Lycoperdina castaneipennis クリバネツヤテントウダマシ
- L. dux フチトリツヤテントウダマシ
- L. mandarinea セグロツヤテントウダマシ
- Mycetina amabilis キボシテントウダマシ
- M. ancoriger イカリモンテントウダマシ
- M. kamikochiana カミコウチテントウダマシ
- M. laticollis ムナビロテントウダマシ
- M. rufipennis ベニバネテントウダマシ
- Mychothenus asiaticus ダエンテントウダマシ
- Panamomus brevicornis ホソテントウダマシ
- P. lewisi ルイステントウダマシ
- P. yoshidai キウチテントウダマシ
- P. sawadai サワダホソテントウダマシ
- Saula japonica キイロテントウダマシ
- Stenotarsus chrysomelinus チャバネムクゲテントウダマシ
- S. internexus クロスジムクゲテントウダマシ
- S. oshimanus アマミムクゲテントウダマシ
- S. ryukyuensis キイロムクゲテントウダマシ
- S. kurosai コゲチャムクゲテントウダマシ
- S. nakanoshimensis トカラムクゲテントウダマシ
- Trochoideus desjardinsi ヒゲブトテントウダマシ